# Klemencice
Klemencice – wieś sołecka w Polsce, położona w województwie świętokrzyskim, w powiecie jędrzejowskim, w gminie Wodzisław. Leży przy drodze krajowej nr 7.
W latach 1975–1998 miejscowość administracyjnie należała do województwa kieleckiego. 

## Integralne części wsi
| SIMC    | Nazwa   | Rodzaj     |
| ------- | ------- | ---------- |
| 0278936 | Chojny  | kolonia    |
| 1016517 | Gniewów | przysiółek |

## Zabytki
Założenie krajobrazowe z I połowy XIX w., wpisane do rejestru zabytków nieruchomych (nr rej.: A.161 z 3.05.1977).